# Спірит-Лейк (Айова)
Спірит-Лейк (англ. Spirit Lake) — місто (англ. city) в США, в окрузі Дікінсон штату Айова. Населення — 5439 осіб (2020).

## Географія
Спірит-Лейк розташований за координатами 43°25′0″ пн. ш. 95°6′46″ зх. д. / 43.41667° пн. ш. 95.11278° зх. д. (43.416627, -95.112760).  За даними Бюро перепису населення США в 2010 році місто мало площу 12,04 км², з яких 11,99 км² — суходіл та 0,05 км² — водойми.

## Демографія
Згідно з переписом 2010 року, у місті мешкало 4840 осіб у 2157 домогосподарствах у складі 1268 родин. Густота населення становила 402 особи/км².  Було 2578 помешкань (214/км²).
Расовий склад населення:
| - 97,7 % — білих - 0,6 % — азіатів - 0,2 % — корінних американців - 0,2 % — чорних або афроамериканців - 0,1 % — вихідців з тихоокеанських островів |

До двох чи більше рас належало 1,1 %. Частка іспаномовних становила 1,3 % від усіх жителів.
За віковим діапазоном населення розподілялося таким чином: 23,1 % — особи молодші 18 років, 57,0 % — особи у віці 18—64 років, 19,9 % — особи у віці 65 років та старші. Медіана віку мешканця становила 41,9 року. На 100 осіб жіночої статі у місті припадало 89,2 чоловіків;  на 100 жінок у віці від 18 років та старших — 84,6 чоловіків також старших 18 років.
Середній дохід на одне домашнє господарство  становив 66 441 долар США (медіана — 56 485), а середній дохід на одну сім'ю — 92 592 долари (медіана — 74 844). За межею бідності перебувало 5,7 % осіб, у тому числі 0,0 % дітей у віці до 18 років та 2,3 % осіб у віці 65 років та старших.
Цивільне працевлаштоване населення становило 2708 осіб. Основні галузі зайнятості: виробництво — 22,1 %, освіта, охорона здоров'я та соціальна допомога — 21,5 %, роздрібна торгівля — 11,0 %, будівництво — 8,8 %.